# Café Pamplona
Vous pouvez aider à l'améliorer ou bien discuter des problèmes sur sa page de discussion.
- Il ne cite pas suffisamment ses sources. Vous pouvez indiquer les passages à sourcer avec {{référence nécessaire}} ou {{Référence souhaitée}}, et inclure les références utiles en les liant aux notes de bas de page. (Marqué depuis avril 2018)

- Archive Wikiwix
- Bing
- Cairn
- DuckDuckGo
- E. Universalis
- Gallica
- Google
- G. Books
- G. News
- G. Scholar
- Persée
- Qwant
- (zh) Baidu
- (ru) Yandex
- (wd) trouver des œuvres sur Wikidata

Pour les articles homonymes, voir Pamplona.

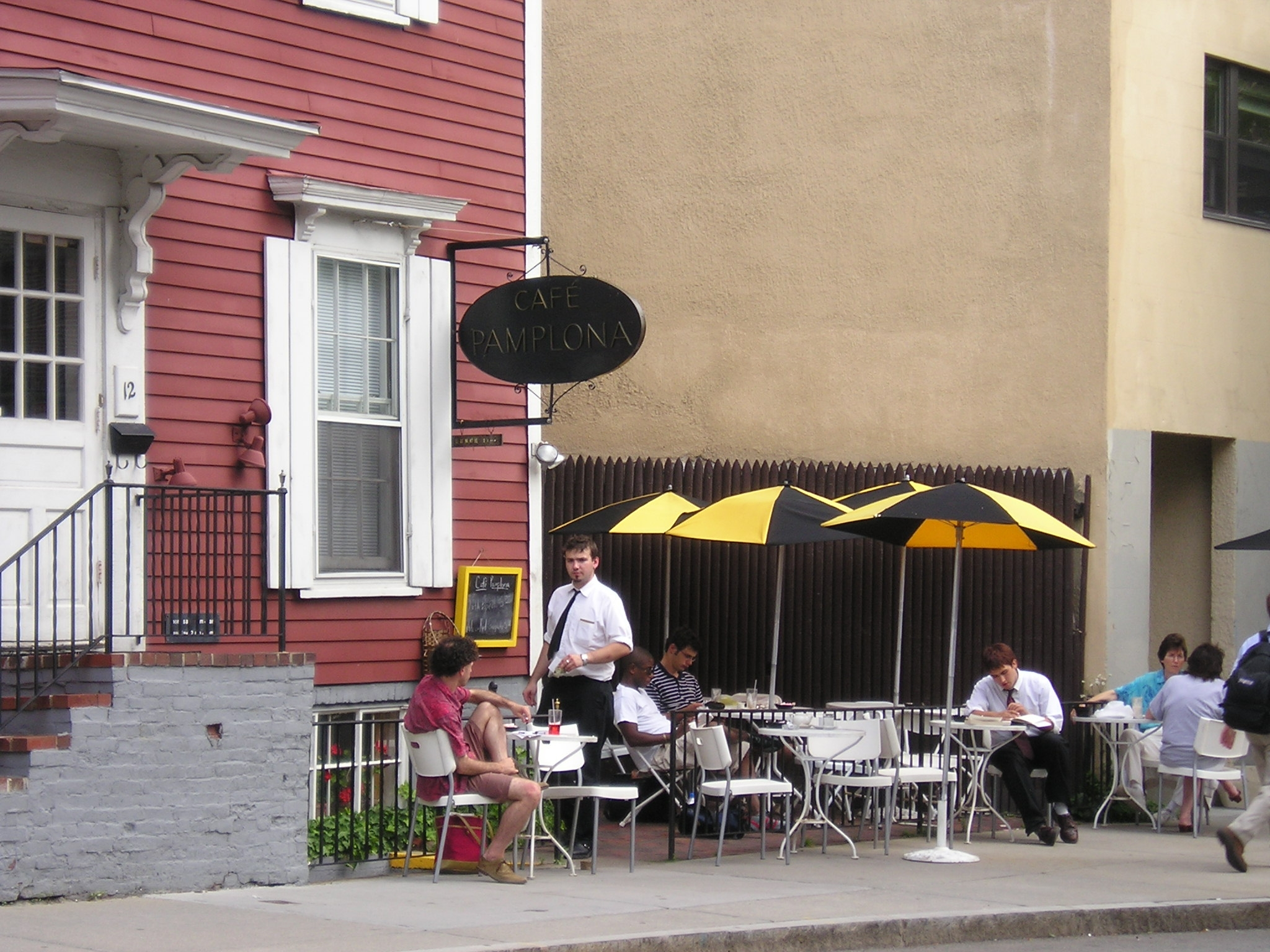
Café Pamplona, août 2005

Le Café Pamplona est un café situé au 12 Bow St. à côté de l'intersection entre Bow Street et Arrow Street, près du Harvard Square, à Cambridge, Massachusetts, aux États-Unis. Lors de son ouverture en 1959, il était le seul café du Square. La propriétaire, Josefina Yanguas, affirmait que le café possédait la première machine à espresso de la ville. En bas d'un court escalier extérieur, après une terrasse avec des tables, les clients entrent dans l'intérieur souterrain du café. Le décor autrefois austère comprend de vives lumières jaunes qui font briller les murs de plâtre épais sous un plafond bas, et un sol en échiquier noir et blanc. Le café a survécu aux changements survenus depuis le milieu des années 1980.

## Historique
Josefina Yanguas, à son arrivée en Amérique en 1947, a façonné le café d'après ceux de Pamplona en Espagne d'où elle était originaire. De 1959 à sa mort en 2007, Yanguas fut la propriétaire du café.
Peu après l'ouverture du café, Yanguas et son chef cubain Juana Rodríguez ont commencé à préparer et à servir de la nourriture. Quand l'entreprise s'est développée, Yanguas a commencé à n'embaucher que des hommes, en accord avec la pratique espagnole usuelle d'avoir un personnel d'un seul sexe, jusqu'en 1999. En automne de cette année, cette pratique fut révélée par le Harvard Crimson. Le manager James Timberlake embaucha fin 1999 Jenny Follen, la première femme employée par le café en 40 ans d'existence; depuis lors, le café a eu des pratiques d'embauches standards.
Le café attire aussi bien des esprits bohèmes que des professeurs de l'université Harvard ainsi que de la plus grande communauté de Cambridge. Al Gore et Amanda Palmer sont des clients notables du café.
La petite peinture sur un mur dans le café a été peinte directement sur le site par l'artiste local Conger Metcalf, un ami de la propriétaire. Réalisée à la fin des années 1960, son fond jauni est dû à son exposition à la fumée de cigarette. Durant cette période, les murs du café devaient être repeints tous les quatre ans car ils jaunissaient de manière non négligeable à cause de la fumée. Bien que la figure centre ressemble énormément à Yanguas, elle a assuré que ce n'était pas son portrait.
En décembre 2004, après 46 ans, Yanguas mis le Pamplona en vente, mais sans succès. En mai 2005, elle rouvrit le café. Elle meurt le 1er août 2007 à l'âge de 90 ans,, mais le café est toujours ouvert (en décembre 2016).
En 2006, le café a changé de propriétaire, Nina Hovigimian,. Dans un article paru dans le Harvard Crimson du 30 mai 2020, Hovigimian expliquait qu'en raison du confinement lié à la COVID, la baisse d'activité l'avait poussée à la faillite. On ignorait alors si le café allait se recapitaliser et rouvrir.